# الفلد، باواریا
الفلد، باواریا (به آلمانی: Alfeld, Bavaria) یک شهر در آلمان است که در نورنبرگر لاند واقع شده‌است.

## خصوصیات
الفلد ۱۷٫۹۵ کیلومترمربع مساحت دارد ۴۸۵ متر بالاتر از سطح دریا واقع شده‌است.